# 2MASS J03480772-6022270
2MASS J03480772-6022270（略称 2MASS J0348-6022、以降特記しない限りこの名称で呼称する）は、地球からレチクル座の方向に約29光年離れた位置にあるスペクトル型がT7型の褐色矮星である。自転周期はわずか1.08時間しかないと測定されており、2021年時点で確認されている中では最も自転周期が短い褐色矮星として知られている。

## 発見
2MASS J0348-6022 は、2003年6月にマサチューセッツ大学アマースト校とカリフォルニア工科大学が運営する赤外線画像処理・分析センターが行っている2MASS（Two Micron All-Sky Survey）プロジェクトによって初めて点光源として観測され、カタログに収録された。2002年9月にチリのセロ・トロロ汎米天文台にあるビクター・M・ブランコ望遠鏡で行われた観測で得られていた赤外線スペクトルに基づいて、Adam Burgasser と 2MASS Wide-Field T Dwarf Search プロジェクトに参加している共同研究者らによってこの天体がスペクトル分類T7型の褐色矮星であると判明した。2MASS J0348-6022 の発見やその特徴については、同じく南天の空で発見された別の2つのT型褐色矮星と共に、2003年11月にアストロノミカルジャーナルに掲載された。

## 位置と距離
2MASS J0348-6022 は南天の空の中南部付近にあるレチクル座の方向に位置しており、天球座標系における位置は赤経  03h 48m 07.72s 、赤緯 −60° 22′ 27.06″ となっている。これらの座標は六十進法で表記されており、この座標が「2MASS J03480772-6022270」という名称の元になっている。
地球から 2MASS J0348-6022 までの距離は年周視差ではまだ測定されていないため、代わりに近赤外線における絶対等級とスペクトル型の分光光度関係（spectrophotometric relation）から計算される。Burgasserとその共同研究者は、2MASS JHKバンドの測光に基づいて、地球からの分光光度距離を 29 ± 13 光年（9 ± 4 パーセク）と測定している。
広域赤外線観測衛星（WISE）によって測定された 2MASS J0348-6022 の固有運動は、赤経方向に -266.6 ± 0.1 ミリ秒/年、赤緯方向に -755.6 ± 9.2 ミリ秒/年であり、これは天球上において南西方向に移動していることを意味している。距離を9 ± 4 パーセクと推定すると 2MASS J0348-6022 の接線速度は 32 ± 14 km/sとなり、これは銀河系の銀河円盤内に存在する恒星の運動と一致している。

## スペクトル分類

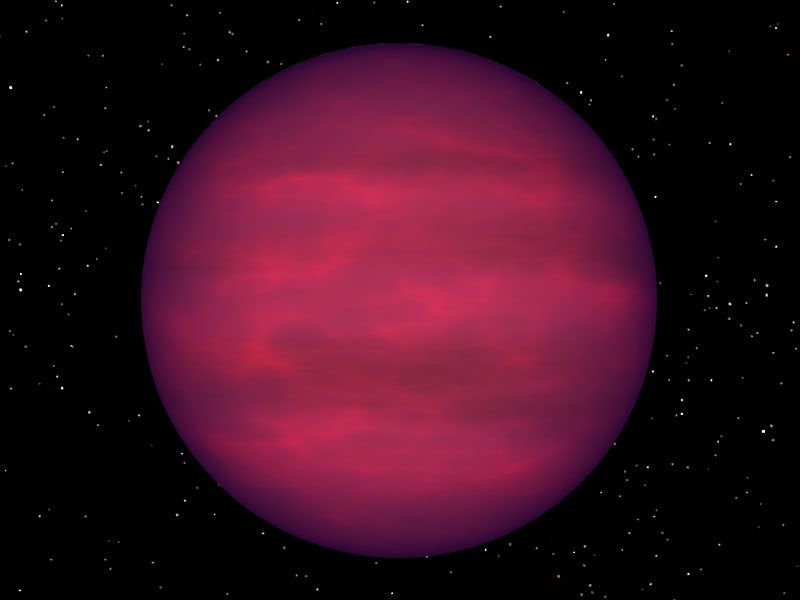
典型的なT型褐色矮星の想像図

2MASS J0348-6022はスペクトル分類において、近赤外線スペクトルの1.2–2.35 μmの波長域において強いメタン (CH4) と水 (H2O) の吸収帯がみられる褐色矮星であることを示すT7型の晩期T型褐色矮星に分類される。2MASS J0348-6022 の近赤外線スペクトルには、1.243 μmおよび1.252 μmの波長域にも一対の狭い吸収線が存在しており、これらは両方とも中性カリウム (K I) に起因している。中性カリウムの吸収線は通常、早期・中期T型褐色矮星やL型褐色矮星、M型主系列星（赤色矮星）でより顕著に表れるため、スペクトル分類上では晩期に位置する2MASS J0348-6022の中性カリウムの吸収線は、他のT型褐色矮星と比べるとかすんで見える。2MASS J0348-6022 のスペクトルの1.72–1.78 μmの波長域には、水酸化鉄 (I) (FeH) の吸収帯が存在することも報告されている。
他のほとんどのT型褐色矮星と同様に、2MASS J0348-6022 は可視光線および近赤外線で見ると非常に赤みがかった色をしている。2MASSによる近赤外線観測で得られた色指数は J–H = -0.24 ± 0.16、H–K = -0.04 ± 0.28 となっており、これは 2MASS J0348-6022 が波長の長い（赤色に近い）光で観測するほど明るく輝いてみえることを示している。

## 物理的特性
褐色矮星の近赤外線スペクトルは、主に2つの有効温度と表面重力の2つの特性で定義される光球によってモデル化できる。2021年に Megan Tannock とその共同研究者らは 2MASS J0348-6022 の近赤外線スペクトルを公開されている様々な光球モデルと比較し、有効温度と表面重力の値の最適解を複数導き出した。Tannockらはこれらの最適解の加重算術平均を求め、2MASS J0348-6022 の有効温度に 880 ± 110 K、表面重力の大きさに 5.1 ± 0.3 (log g) という値を採用した。光球モデリングからは視線速度と射影回転速度も求めることもでき、これにより2MASS J0348-6022の急速な自転が確認された。
2MASS J0348-6022 の質量や半径および年齢は、有効温度と表面重力の数値に基づいた褐色矮星の進化モデルの内挿によって推定される。Tannockとその共同研究者らは、2MASS J0348-6022の質量を 0.041+0.021
−0.017 太陽質量（約 43 木星質量）、赤道半径を 0.093+0.016
−0.010 太陽半径（約 0.97 木星半径）、年齢を 35+115
−29 億年と導出した。2MASS J0348-6022 の推定年齢が大きいのは、一般的に長い時間が経過することで冷えてしまった褐色矮星と予想されているT型褐色矮星に分類されていることに起因している。

## 自転

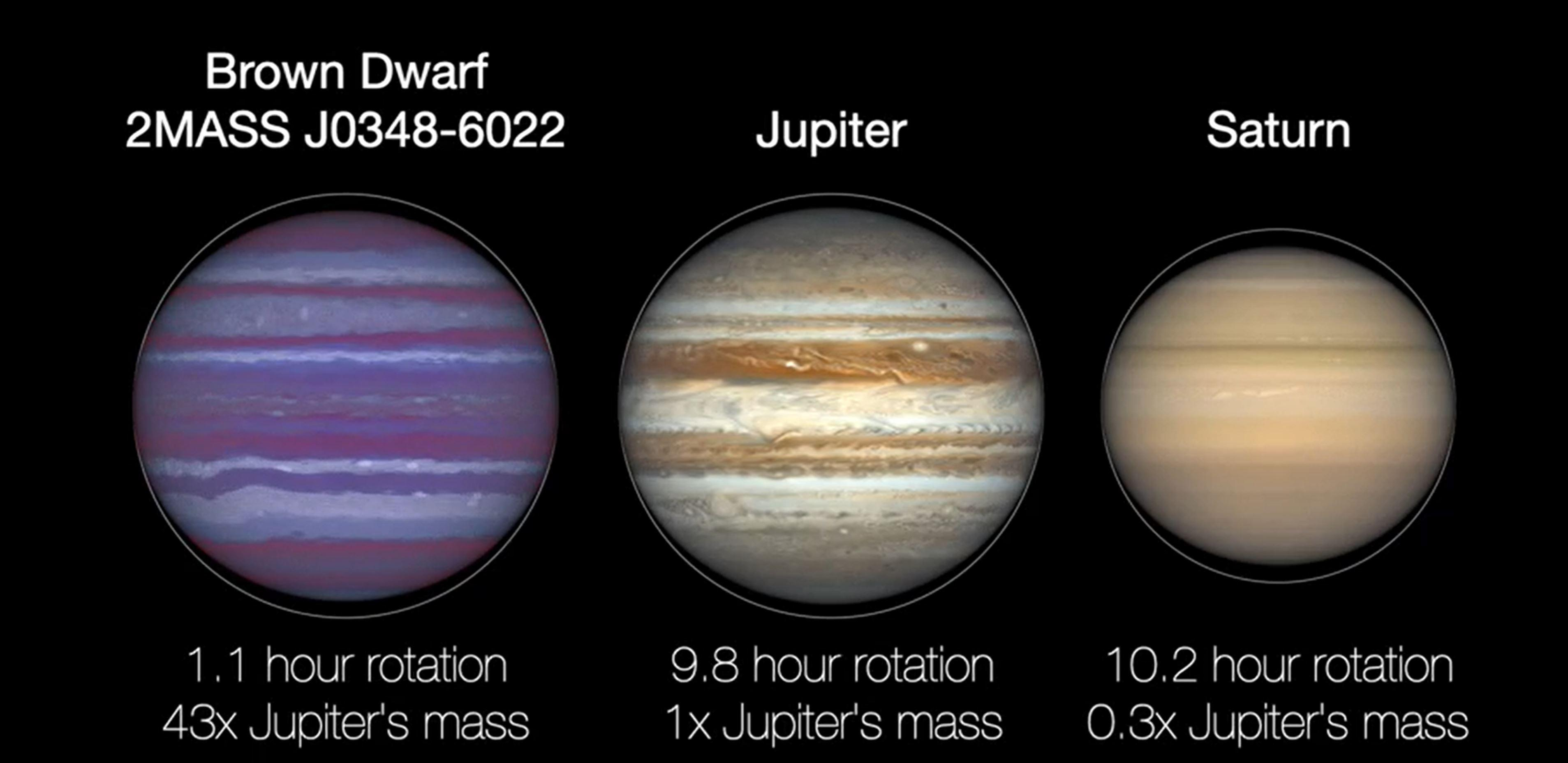
2MASS J0348-6022と木星と土星の大きさと扁平率を比較した画像

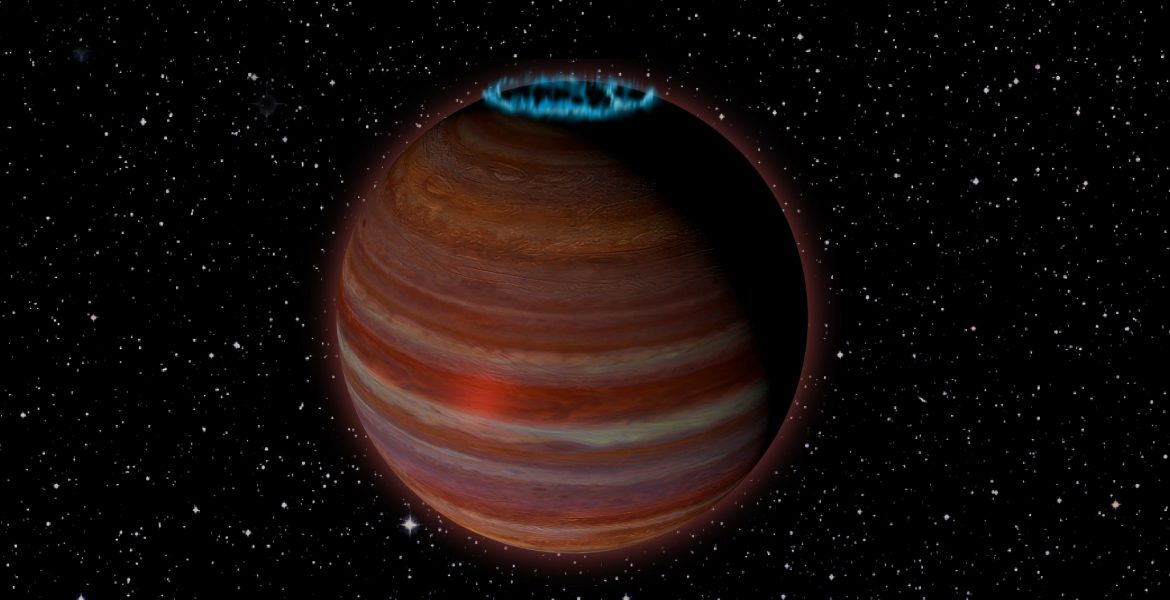
2MASS J0348-6022は、この想像図で描かれている電波を放射するT型褐色矮星 SIMP J013656.5+093347 と同様に電磁オーロラを発生させている可能性が示されている

2MASS J0348-6022 は 1.080+0.004
−0.005 時間の測光周期を示しており、これまで確認された褐色矮星で最も速く自転していることが知られている。この自転速度はそれ以前に知られていた最も速い褐色矮星の自転速度よりも約30％速い。2021年にTannockらが発表したスピッツァー宇宙望遠鏡を用いて行った観測で得られたデータから、2MASS J0348-6022 の他にL型褐色矮星の 2MASS J1219+3128 と 2MASS J0407+1546 が同程度の自転周期になっていると測定され、これらの褐色矮星の詳細が研究された。2MASS J0348-6022の光度曲線には2ヶ所のピークが見られ、これは特に明るい2つの光源スポットが片半球ずつに存在していることを示している可能性がある。
2MASS J0348-6022 の測光変動は、2008年に新技術望遠鏡 (NTT) の近赤外線分光器を使用して観測を行った Fraser Clarke とその共同研究者らによって最初に報告された。彼らは6時間の観測で、Jバンドでの明るさの上限が1%未満の振幅で変化していることを報告した。同様に、天体物理学者の Jacqueline Radigan は、2011年から2012年にかけて Paul Wilson とその共同研究者らがNTTを用いて行った独自の分析を基に、Jバンドでの明るさの変動の振幅を 1.1 ± 0.4%未満と推定した研究結果を2014年に発表している。振幅が小さな明るさの変動（2%未満）は、全てのスペクトル型の褐色矮星で共通しており、光球に存在している斑状の光源による微妙な明るさの不均一性によるものと推定されている。
スピッツァー宇宙望遠鏡に搭載されている赤外線カメラ (IRAC) を用いた赤外線観測では、2MASS J0348-6022 の明るさの変動は3.6 μmの波長域では見受けられず、4.5 μmの波長域でのみ識別可能な変動が示されており、これはT型褐色矮星では以前から観測されてきた典型的な性質である。これは大気中に3.3 μmの波長域周辺では不透明に見えてしまうメタンが存在することで説明できる。
2MASS J0348-6022 のスペクトルに見られるスペクトル線は、その急速な自転によりドップラー幅が大幅に広がっている。この自転によるドップラー幅の広がりは褐色矮星の射影自転速度 (v sin i) の関数としてモデル化できる。これにより、2MASS J0348-6022 の射影自転速度は 103.5 ± 7.4 km/sと推定されている。赤道上での自転速度 (veq) は、その半径と自転周期から個別に計算することができ、その速度は 105+18
−12 km/sとなる。これは木星の赤道上での自転速度の10倍以上に達している。射影自転速度は、褐色矮星を含む現在知られている全ての超低温矮星の中で最速となっているが、赤道上での自転速度は、2MASS J0348-6022 よりわずかに大きいL8型褐色矮星の 2MASS J1219+3128 に次いで2番目の速さとなる。この高速自転により、赤道付近では遠心力により表面重力の大きさが減少するが、光球モデリングから推定されている表面重力の値 5.1 ± 0.3 (log g) にはほとんど影響しないとされている。
この急速な自転によって生じる強い遠心力により、2MASS J0348-6022 は赤道方向に膨らみ、極方向にやや潰れた扁平な形状となっている。Tannockらはその扁平率を 0.08 と計算しており、これは赤道半径と極半径に8%の差があることを意味する。比較として、太陽系で最も形状が扁平になっている土星の扁平率は約 0.098 である。2MASS J0348-6022 は知られている中で最も偏平な褐色矮星であり、超低温矮星で観測されている偏光特性の傾向から示されるように、可視光線および赤外線での熱放射による有意な直線偏光を示すと予想されている。
形成されてから10億年以上が経過している典型的な褐色矮星が、自転による遠心力で崩壊してしまうことがない自転速度の限界はその質量と半径に依存し、その自転周期は数十分程度となる。内部の流体が滑らかに変化していると仮定すると、2MASS J0348-6022 の自転速度と扁平率から、現在の自転速度は限界の約45％に達していると考えられている。しかし、褐色矮星の内部にある金属水素によって生じた磁気ダイナモ効果を考慮すると自転速度の限界はさらに遅くなる可能性があり、2MASSJ0348-6022 が予測よりも崩壊に近い速度で自転している可能性もある。褐色矮星は時間が経過して冷却されていくにつれて、半径は縮小していくが、角運動量は保存されるため徐々に自転が速くなる。2MASS J0348-6022 のような理論的に高速で自転している天体は、最終的には自転速度の限界にまで自転が加速していき、やがて崩壊してしまうはずだが、そのような現象は未だに観測されていない。そのため、いくつかの自転にブレーキをかける未知のメカニズムが作用することで、褐色矮星が限界を超える速度で自転して崩壊するのを防いでいる可能性がある。これまでに約80個の褐色矮星の自転速度が測定されており、その自転周期の範囲は2時間未満から数十時間に及んでいたが、Tannockらによる研究でいずれも1時間程度の自転周期を持つことが明らかになった 2MASS J0348-6022 を含む3つの褐色矮星は、年齢がそれぞれ大きく異なっているため、この周期が褐色矮星の自転周期の限界に近いことが示されている。
この高速自転により、その内部の差動回転によって引き起こされる対流を含むダイナモ効果を通じて、より強い磁場が形成される可能性がある。これにより、他に知られている高速で自転し、電波を放射している褐色矮星で観測されているような、いわゆる電子サイクロトロンメーザー (Electron cyclotron maser) の不安定性によって駆動される磁場内の荷電粒子相互作用を介して、強力な円偏光したオーロラの電波放射が発生するようになる。2MASSJ0348-6022 の地球に対する自転軸の傾きは射影自転速度 (v sin i) から 81+9
−27 度と導出される。これは地球に向けてほぼ赤道を向けていることになり、発生が仮定されているオーロラの電波放射を観測するのに好ましい観測対象であると言われる。